# روز جکی رابینسون

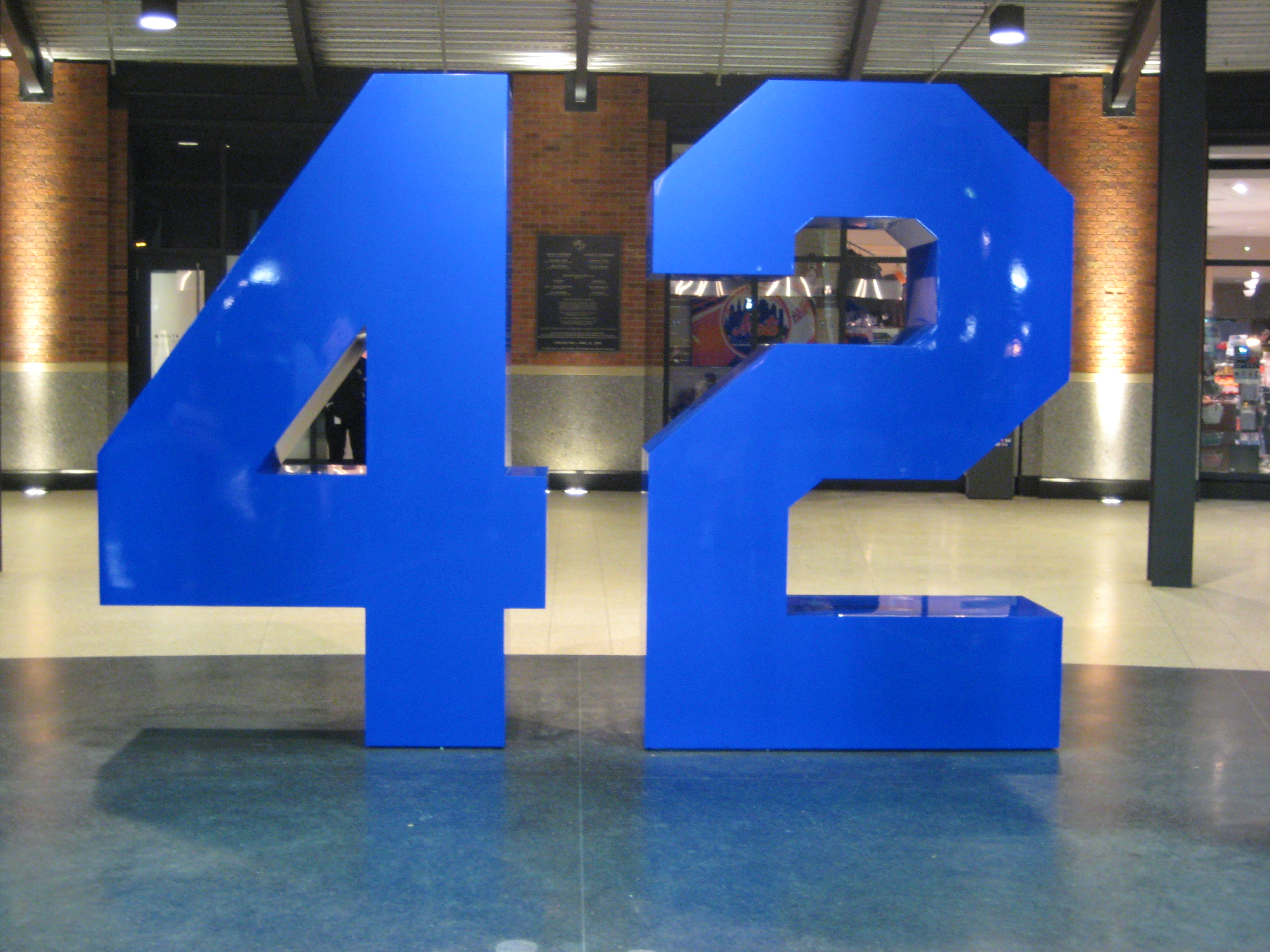
شماره رابینسون که در Citi Field نمایش داده می‌شود

روز جکی رابینسون یک رویداد سنتی است که همه ساله در ۱۵ آوریل در لیگ برتر بیسبال آمریکا (MLB) اتفاق می‌افتد، برای بزرگداشت و افتخار روزی که جکی رابینسون اولین بازی خود در لیگ برتر انجام داد و در مراکز پارک بیسبال MLB جشن گرفته می‌شود، در آن روز، همه بازیکنان، مربیان و مدیران هر دو تیم و بازیکنان برتر، شماره ۴۲ رابینسون را می‌پوشند. ۱۵ آوریل روز افتتاحیه در 1947، اولین فصل حضور رابینسون در لیگ‌های بزرگ بود.
این جشن برای نخستین بار در ۱۵ آوریل ۲۰۰۴ برگزار شد و نتیجه ای از فعالیت‌های خاطره انگیز رابینسون است که بیشتر به دلیل تبدیل شدن به اولین بازیکن بیس بال سیاه‌پوست لیگ برتر دوران مدرن در سال ۱۹۴۷ شناخته می‌شود. اولین حضور او با بروکلین داجرز (امروز لس‌آنجلس داجرز) تقریباً به ۸۰ سال تفکیک بیس بال منجر شد، همچنین به عنوان خط رنگ بیس بال یا سد رنگ شناخته می‌شود. رابینسون در سال ۱۹۶۲ وارد سالن مشاهیر بیس بال شد.
استادیوم شیا با گرامیداشت بازنشستگی پیراهن شماره ۴۲ رابینسون در 1997 یکی از مکانهای برجسته میزبان این رویداد بود. باب دوپای، رئیس و مدیر عامل شرکت Major League Baseball، روز جکی رابینسون را به عنوان یک رویداد مهم "نه تنها برای بیس بال، بلکه به طور کلی برای ایالات متحده آمریکا " توصیف کرد.